# Coronodon
Coronodon havensteini
Genre
Espèce
Coronodon est un genre éteint de « vraies baleines » (baleines à fanons), un mysticète primitif à dents ayant vécu aux États-Unis au cours de l'Oligocène inférieur (Rupélien), il y a environ 30 Ma (millions d'années). Ce genre se place entre les archéocètes prédateurs et les mysticètes modernes.
Ses restes fossiles ont été découverts dans la formation géologique d'Ashley en Caroline du Sud.
Une seule espèce est rattachée au genre, Coronodon havensteini, décrite par Jonathan H. Geisler (d), Robert W. Boessenecker (d), Mace Brown et Brian L. Beatty (d).

## Description
La morphologie et l'usure de ses dents antérieures indiquent qu'il capturait de grandes proies. Par contre ses molaires inférieures, larges, imbriquées et à multiples cuspides encadrent des fentes étroites qui témoignent d'une probable alimentation par filtration de l'eau de mer (microphagie suspensivore).

## Classification
Coronodon havensteini est un mysticète basal, probablement le plus basal connu.
Ses inventeurs ont montré qu'il s'agit d'un stade initial de l'évolution des mysticètes dans lequel les dents étaient des analogues fonctionnels du fanon. Ils considèrent ainsi que, dans l'évolution de mysticètes, l'alimentation par filtration a précédé l'apparition des fanons.
D'autres formes primitives de mysticètes comme les genres Llanocetus et Mystacodon, regroupés dans la famille des Llanocetidae, sont plus évoluées que Coronodon. Il en est de même pour « Metasqualodon » symmetricus, les Aetiocetidae et les Mammalodontidae.

## Étymologie
Le nom du genre Coronodon, dérivé du grec ancien κορώνη, korônê, « objet recourbé, couronne », et ὀδούς, odoús, « dent », soit « dent couronnée » et fait référence à ses molaires multicuspidées.
Son épithète spécifique, havensteini, lui a été donnée en l'honneur de Mark Havenstein qui a découvert l'holotype.

## Publication originale
- (en) Jonathan H. Geisler, Robert W. Boessenecker, Mace Brown et Brian L. Beatty, « The Origin of Filter Feeding in Whales », Current Biology, Royaume-Uni, Cell Press et Elsevier, vol. 27, no 13,‎ 27 juin 2017, p. 2036-2042.e2 (ISSN 0960-9822 et 1879-0445, OCLC 45113007, PMID 28669761, DOI 10.1016/J.CUB.2017.06.003, lire en ligne).